# اللجنة البارالمبية للأمريكتين
اللجنة البارالمبية للأمريكتين (APC) (بالإسبانية: Comité Paralímpico de Américas؛ بالبرتغالية: Comitê Paralímpico das Américas؛ بالكاتالونية: Comitè Paralímpic de les Amèriques؛ بالإسبرانتو: Komitato Paralimpika de la Amerikoj؛ بالفرنسية: Comité Paralympique des Amériques) هي لجنة إقليمية تابعة للجنة البارالمبية الدولية والهيئات التابعة لها. وهي تمثل اللجان البارالمبية الوطنية الحالية البالغ عددها 33 لجنة في قارتي أمريكا الشمالية وأمريكا الجنوبية.
اللجنة البارالمبية للأمريكتين هي الهيئة التي تنظم وتشرف على دورة ألعاب بارابان الأمريكية التي تقام كل أربع سنوات في العام الذي يسبق دورة الألعاب البارالمبية الصيفية.

## الدول الأعضاء
يشمل الجدول التالي ذكر السنة أيضاً التي اعترفت فيها اللجنة البارالمبية الدولية باللجنة البارالمبية الوطنية في حالة اختلافها عن السنة التي تشكلت فيها اللجنة الوطنية.
| الدولة                  | الرمز | اللجنة البارالمبية الوطنية                            | التأسيس | م.          |
| ----------------------- | ----- | ----------------------------------------------------- | ------- | ----------- |
| أنتيغوا وباربودا        | ANT   | اللجنة البارالمبية في أنتيغوا وباربودا                |         | [ 3 ]       |
| الأرجنتين               | ARG   | اللجنة البارالمبية الأرجنتينية                        | 2004    | [ 3 ]       |
| أروبا                   | ARU   | اللجنة البارالمبية في أروبا                           |         | [ 3 ]       |
| باربادوس                | BAR   | الجمعية البارالمبية في بربادوس                        |         | [ 3 ]       |
| برمودا                  | BER   | الجمعية البارالمبية في برمودا                         |         | [ 3 ]       |
| البرازيل                | BRA   | اللجنة البارالمبية البرازيلية                         | 1995    | [ 3 ]       |
| كندا                    | CAN   | اللجنة البارالمبية الكندية                            | 1981    | [ 3 ]       |
| تشيلي                   | CHI   | اللجنة البارالمبية في تشيلي                           |         | [ 3 ]       |
| كولومبيا                | COL   | اللجنة البارالمبية الكولومبية                         | 2001    | [ 3 ]       |
| كوستاريكا               | CRC   | اللجنة البارالمبية في كوستاريكا                       |         | [ 3 ]       |
| كوبا                    | CUB   | اللجنة البارالمبية في كوبا                            |         | [ 3 ]       |
| جمهورية الدومينيكان     | DOM   | اللجنة البارالمبية في جمهورية الدومينيكان             |         | [ 3 ]       |
| الإكوادور               | ECU   | الاتحاد الرياضي البارالمبي الإكوادوري                 |         | [ 3 ]       |
| السلفادور               | ESA   | اللجنة البارالمبية في السلفادور                       |         | [ 3 ]       |
| غرينادا                 | GRN   | اللجنة البارالمبية في غرينادا                         |         | [ 3 ]       |
| غواتيمالا               | GUA   | اللجنة البارالمبية في غواتيمالا                       |         | [ 3 ]       |
| غيانا                   | GUY   | اللجنة البارالمبية في غيانا                           |         | [ 3 ]       |
| هايتي                   | HAI   | اللجنة البارالمبية الوطنية في هايتي                   |         | [ 3 ]       |
| هندوراس                 | HON   | اللجنة البارالمبية في هندوراس                         |         | [ 3 ]       |
| جامايكا                 | JAM   | الاتحاد البارالمبي في جامايكا                         |         | [ 3 ]       |
| المكسيك                 | MEX   | اللجنة البارالمبية المكسيكية                          |         | [ 3 ]       |
| نيكاراغوا               | NCA   | اللجنة البارالمبية في نيكاراغوا                       |         | [ 3 ]       |
| بنما                    | PAN   | اللجنة البارالمبية في بنما                            |         | [ 3 ]       |
| باراغواي                | PAR   | اللجنة البارالمبية في باراغواي                        | 2018    | [ 3 ]       |
| بيرو                    | PER   | اللجنة البارالمبية الوطنية في بيرو                    |         | [ 3 ]       |
| بورتوريكو               | PUR   | اللجنة البارالمبية في بورتوريكو                       |         | [ 3 ]       |
| سانت فينسنت والغرينادين | VIN   | اللجنة البارالمبية الوطنية في سانت فينسنت والغرينادين |         | [ 3 ]       |
| سورينام                 | SUR   | اللجنة البارالمبية الوطنية في سورينام                 |         | [ 3 ]       |
| ترينيداد وتوباغو        | TRI   | اللجنة البارالمبية في ترينيداد وتوباغو                | 2009    | [ 3 ] [ 4 ] |
| الولايات المتحدة        | USA   | اللجنة الأولمبية والبارالمبية الأمريكية               | 2001    | [ 3 ]       |
| الأوروغواي              | URU   | اللجنة البارالمبية في الأوروغواي                      |         | [ 3 ]       |
| فنزويلا                 | VEN   | اللجنة البارالمبية الفنزويلية                         |         | [ 3 ]       |
| جزر العذراء الأمريكية   | ISV   | اللجنة البارالمبية الوطنية في جزر العذراء الأمريكية   |         | [ 3 ]       |